# 西部プラザ
西部プラザ（せいぶプラザ）は、福島県郡山市西ノ内にあるショッピングセンター。うねめ通りと内環状線の並木一丁目交差点近くに立地する。

## 概要
イトーヨーカドー郡山店、および連絡通路で結ばれた別棟にあるスーパースポーツゼビオ郡山西ノ内店、ケーズデンキ郡山本店などからなり、「西部ショッピングセンター」とも呼ばれる。
かつてはイトーヨーカドー郡山店の建物だけが建ち、隣にはその土地建物を所有する西部開発グループが、経営する西部自動車学校があった。しかし、2000年に富田町へ移転し、跡地に別棟が増築されている。
今でも西部開発が土地建物を所有していることから、西部自動車学校が駐車場内で県内唯一となる立体駐車場教習を行っている。

### ヨークベニマルが核店舗に
2023年（令和5年）3月、イトーヨーカ堂が経営合理化策として、祖業の衣料品から完全撤退し、国内店舗数の2割超を削減し、首都圏に集約する方針を示した。それに伴い、イトーヨーカドー郡山店は2024年（令和6年）5月26日をもって閉店した。
後継テナントとして、同じセブン&アイ・ホールディングス傘下で郡山市に本社を置くヨークベニマルが出店することになり、2024年4月の時点で、約45億円を投じて改装を進め、新たなテナントの誘致を行い、ヨークベニマルの旗艦店として開業する方針が示された。同年12月には、2025年春に「ヨークパーク」として開業する予定であることが発表され、テナントとして県内初進出となるロフトやユニクロなど、約30のテナントが入居することが明らかになった。その後、2025年（令和7年）2月28日に核店舗「ヨークベニマル西ノ内店」の食品売場のみが先行開業したのち、2025年（令和7年）3月14日にヨークベニマル西ノ内店の衣料売場及び各テナントの正式開業が決定した。
なお、イトーヨーカ堂は郡山店と同時期に、福島駅西口に所在した福島店を閉店しており、福島県から完全撤退している。

## テナント構成
ヨークパーク
- ヨークベニマル西ノ内店
- ユニクロヨークパーク郡山店
- ミスタードーナツヨークパーク郡山ショップ
- 郡山ロフト
- ダイソー/THREEPPY/Standard Productsヨークパーク郡山店
- アカチャンホンポヨークパーク郡山店
- ABC MART SPORTヨークパーク郡山

西部プラザ
- ケーズデンキ郡山本店
- スーパースポーツゼビオ郡山西ノ内店
- ヴィレッジヴァンガードブーフ郡山店
- namco西部プラザ店
- ケンタッキーフライドチキン郡山西部プラザ店
- サーティワンアイスクリーム西部プラザ店

イトーヨーカドー郡山店（2024年5月閉店）
- イトーヨーカドー郡山店
- ダイソーイトーヨーカドー郡山店
- ミスタードーナツイトーヨーカドー郡山ショップ

## 周辺
- 太田西ノ内病院
- 郡山郵便局
- ゼビオ本社

## 交通機関
- JR郡山駅10番バス乗り場より西の内経由バス 西の内二丁目下車
- JR郡山駅より車で約10分（うねめ通りまたは内環状線経由）